# Eje cafetero
L'Eje Cafetero, français : zone caféière (littéralement français : axe caféier), également appelé Triangle du Café, est une région géographique, culturelle, économique et écologique de Colombie située dans les départements de Caldas, Risaralda, Quindío, la région nord-est du Valle del Cauca, la région sud-est de l'Antioquia et le nord-ouest du Tolima,, et comprend les villes chefs-lieux des trois premiers départements cités, Manizales, Pereira et Armenia. Cette région fut un centre notable de production du caoutchouc au début du XXe siècle avant de se dédier à la production du café.
En 2011, pour l'importance de cette région dans l'économie colombienne et pour reconnaitre les paysages et la culture les plus représentatifs de l'Eje cafetero, une partie de la région a été classée au Patrimoine mondial par l'UNESCO sous la dénomination de Paysage culturel du café de la Colombie.

## Histoire

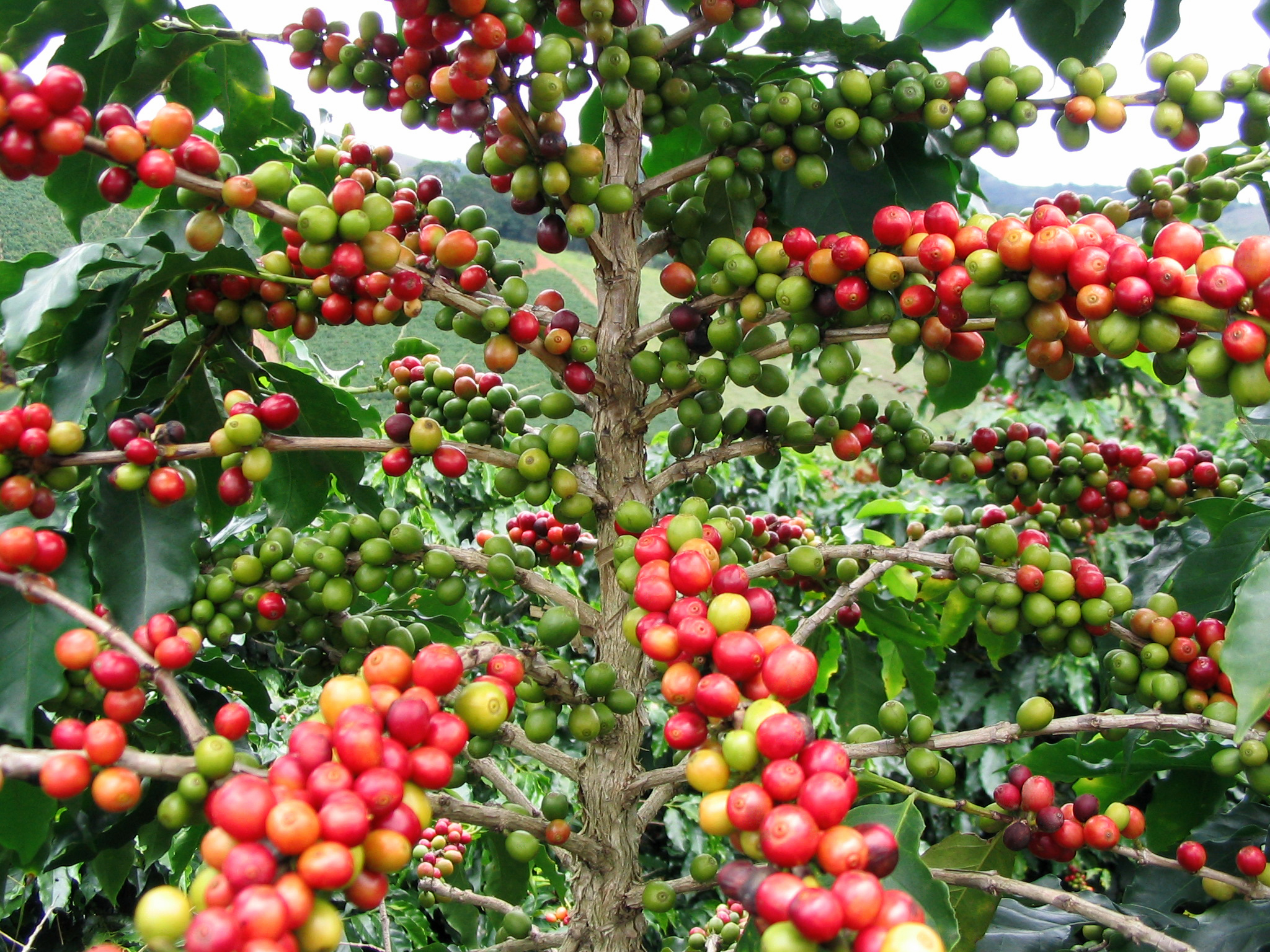
La principale ressource économique de la région est la culture du café.

Le café commence à être cultivé commercialement en Colombie dans la municipalité de Salazar de las Palmas, aujourd'hui dans le Norte de Santander. Durant le XXe siècle il est le principal produit d'exportation colombien. Cette culture arrive dans la région de l’Eje cafetero durant la migration de population connue sous le nom de colonisation antioquienne (es). En 1999, le café représente 3,7 % du PIB national et 37% de l'emploi agricole. 
La célèbre icône publicitaire Juan Valdez, représentée par un paisa (es) (paysan) vêtu d'un carriel (es), d'un sombrero aguadeño (es) et d'un poncho accompagné d'un mulet, a constitué un triomphe pour la communication publicitaire du café colombien, Juan Valdez étant considéré aux États-Unis comme l'image publicitaire la plus reconnaissable en 2005[réf. nécessaire].
La zone comprise autour les départements de Caldas, Risaralda et Quindío est connue sous le nom d’Eje cafetero en raison de l'importance prise par la culture du café dans son économie et sa société. Cette région a été fortement affectée par un séisme de magnitude 6,4 (es) sur l'échelle de Richter survenu le 25 janvier 1999.

## Géographie
Le triangle du café est localisé dans le centre-ouest de la Colombie, dans les cordillères Occidentale et Centrale des Andes colombiennes. Il s'étend sur les départements de Caldas, Risaralda et Quindío, la région nord-est du Valle del Cauca, la région sud-est de l'Antioquia et le nord-ouest du Tolima,,.

Carte de l’Eje cafetero.
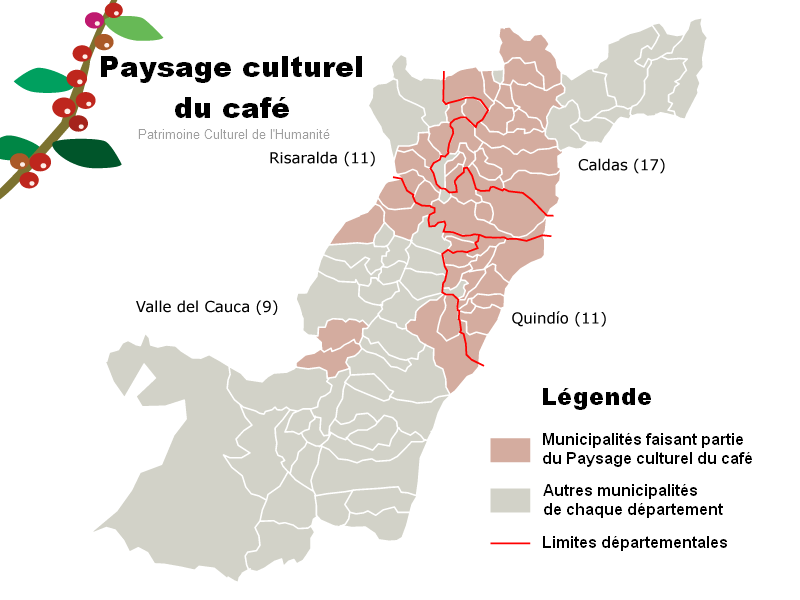
Municipalités faisant partie du Paysage culturel du café de la Colombie depuis 2011.

## Économie

### Agriculture

#### Caféiculture
Les conditions climatiques de la région (de 8 °C à 24 °C), géographiques (forêt tropicale andine) et géologiques de la région déterminent la production d'un café de haute qualité avec des périodes de récoltes relativement courtes. Les paysans de la région ont développé des techniques de culture, de récolte et de traitement des grains manuelles et conservent ces méthodes malgré l'avancée de nouvelles techniques d'industrialisation agricole massive.

### Tourisme

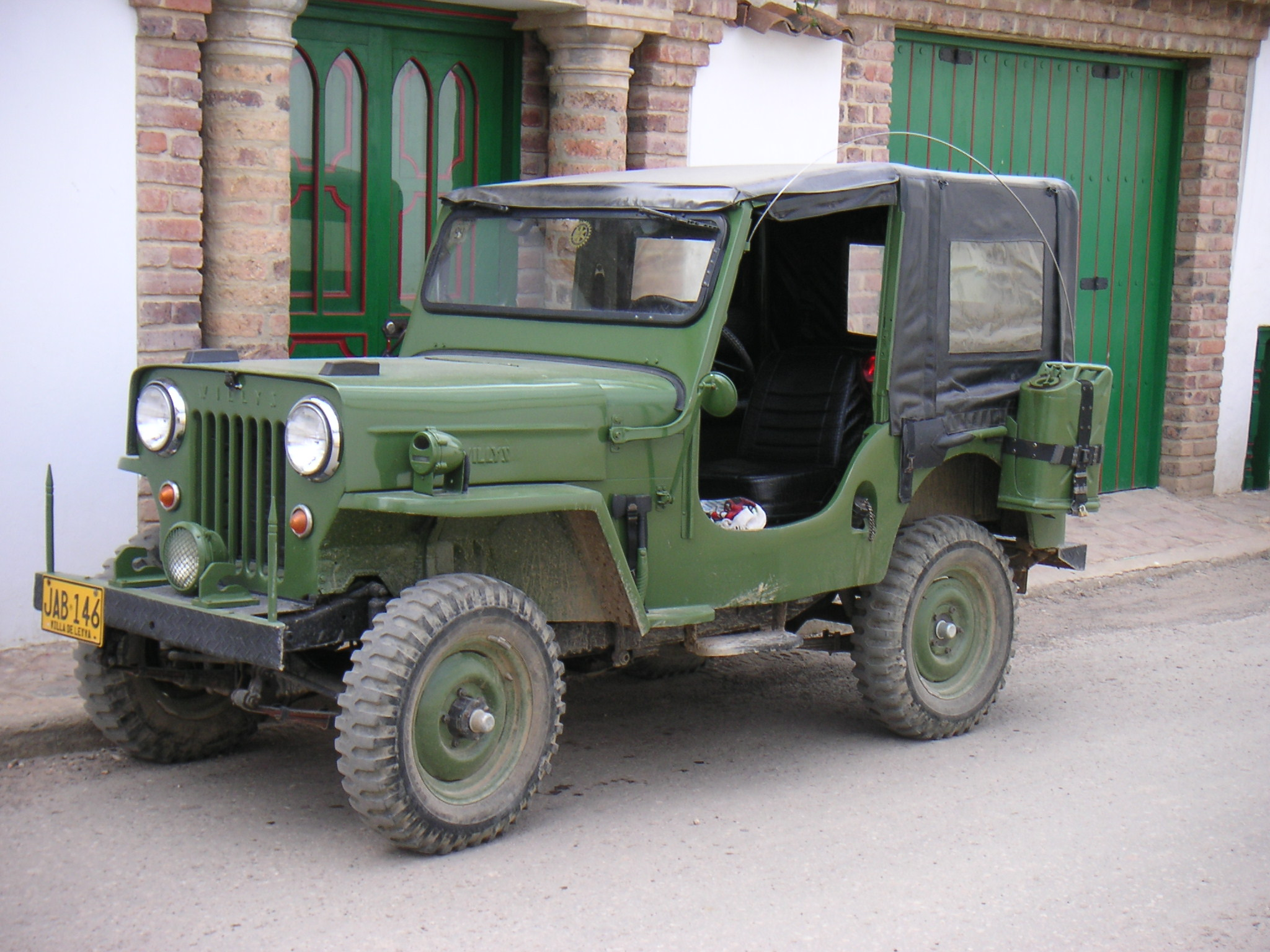
Jeep Willys, véhicule traditionnel dans l'Eje cafetero.

La région, avec son héritage Paisa (es), a créé une identité propre et développé une culture touristique économiquement importante. Avec ses coutumes, une architecture colorée et sui generis, cette région offre aux visiteurs des particularités uniques.
Un des aspects curieux est l'utilisation massive de Jeep Willys nord-américaine de l'époque de la Seconde Guerre mondiale. Ces Willis peuvent être aperçues partout pour le transport de personnes ou de marchandises. Cette particularité a mené à l'invention de mots typiques de l’Eje cafetero, comme jeepao (qui se prononce Yipao), qui désigne la quantité de choses que l'une de ces Willis peut transporter.
La caractéristique la plus importante de cette industrie touristique (agrotourisme) est qu'elle est basée sur une offre d’hôtels de la région à l'identité propre des cafés de la région. Beaucoup d’haciendas et de casonas rurales traditionnelles ayant des activités normales de culture ont été reconditionnées pour servir de logement et d'hébergement aux touristes.
La région a développé d'importants parcs thématiques, pionniers en Colombie, parmi lesquels :